# Preet Chandi
Harpreet Kaur Chandi (en panjabi: ਹਰਪ੍ਰੀਤ ਚੰਦੀ), més coneguda com a Preet Chandi o també anomenada Polar Preet (Derby, Anglaterra, febrer de 1989) és una oficial de l'exèrcit britànic, fisioterapeuta i esportista anglesa. De tradició sikh, l'aventurera es va fer conèixer mundialment arran de la seva expedició solitària al pol Sud que va completar el 3 de gener del 2022, essent la primera "dona de color" a assolir aquesta fita.

## Biografia
Harpreet Chandi nasqué al si d'una família sikh vinguda del Panjab. Va sortir als 14 anys del nucli familiar per a dedicar-se al tennis a Surrey abans d'anar a perfeccionar-se dos anys després a Txèquia a l'acadèmia del tennista Jiří Novák.
Quan féu 19 anys, després de tornar a Anglaterra, s'enllistà com a reservista a l'exèrcit britànic. L'any següent va participar en la seva primera mitja marató. Es va integrar definitivament a l'exèrcit britànic a l'edat de 27 anys. Després de ser sots-caporal el 23 de març de 2013, va passar a formar part del Royal Army Medical Corps (RAMC) com a tinent. A partir del 15 de desembre de 2016 li fou atorgat el rang de capitana que té actualment, i entrà com a oficial de formació clínica al 3r regiment mèdic. Chandi també ha servit al Nepal, Kenya i Sudan del Sud, on més recentment va ser desplegada durant sis mesos a les tropes de manteniment de la pau de l'ONU.
Després de participar el 2017 a la Lanyard Competition, Chandi va acabar la Marathon des Sables el 2019, una ultramarató que té lloc al desert del Sàhara.

### L'expedició solitària a Antàrtida

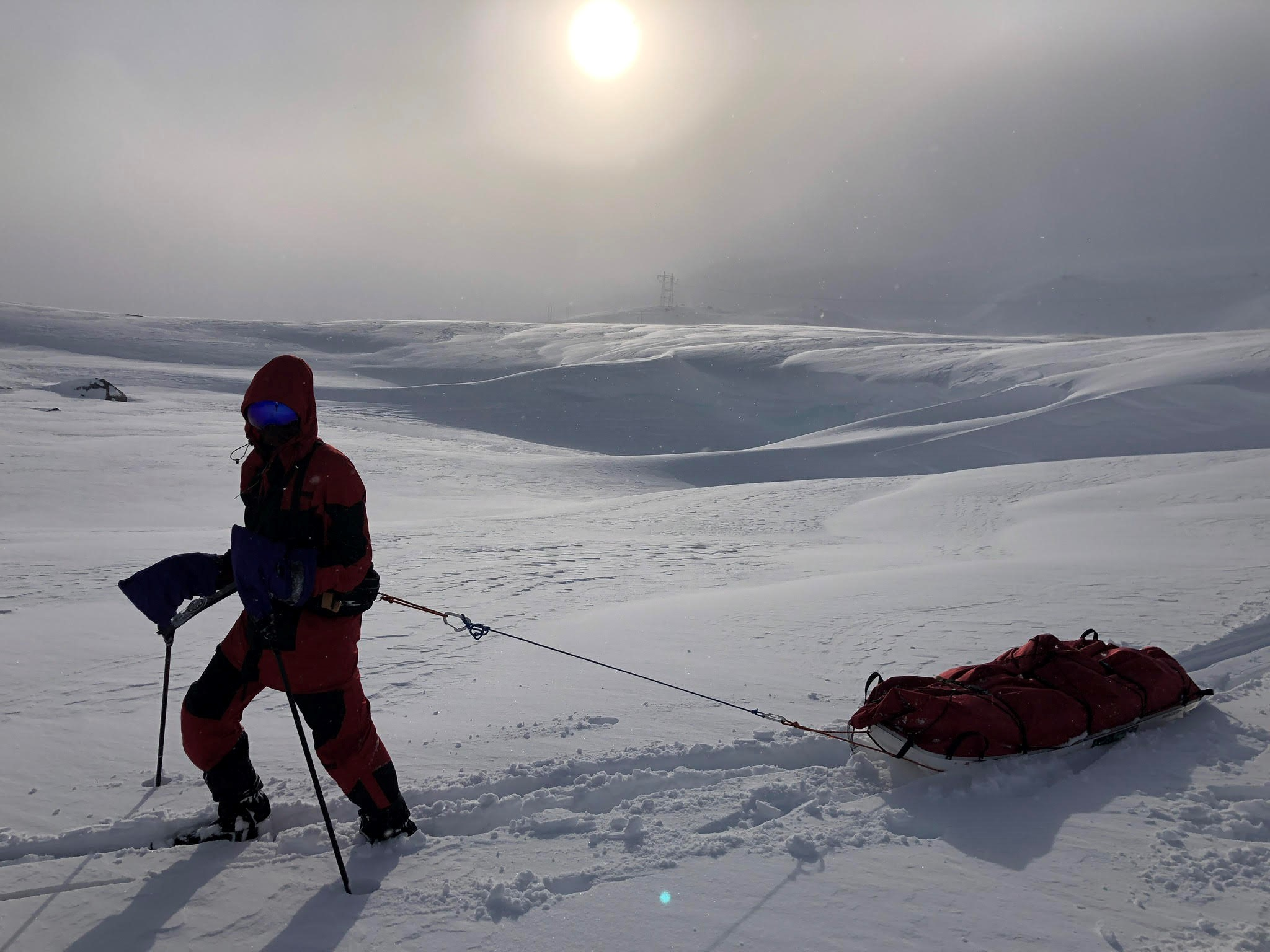
Chandi entrenant-se a Finse (Noruega)

La idea del viatge cap a Antàrtida es concretà el 2019. Abans de mamprendre l'aventura, Chandi es va documentar sobre les expedicions anteriors. Després començà un entrenament que consistia en arrossegar pneumàtics per a simular el pes i l'esforç de portar avant un trineu i fent muntanyisme a Groenlàndia, Chamonix i Islàndia. Va acumular estalvis durant sis mesos per a poder pagar-se el viatge cap a Groenlàndia i aconseguí unes 70.000 lliures esterlines per a finançar l'expedició definitiva amb patrocinadors diversos com ara Team Army, BFBS, Amey i Fujitsu.
Batejà el seu trineu amb el nom de la seva neboda Simran, i els seus esquís porten el nom de Karanveer, el germanet de Simran, nadó de la seva germana. Per a dur a terme el seu viatge cap al centre del pol Sud, Chandi havia de recórrer una distància de 700 milles (1.100 km), tot arrossegant un trineu de 90 kg, carregat amb aliments i estris per a uns 48 dies.
Així, després de dos anys sense que es realitzés cap expedició al pol Sud, Chandi va començar el seu periple el 7 de novembre de 2021 a partir del grau d'Hèrcules (en anglès: Hercules Inlet), punt de partida usual de les expedicions cap al centre d'Antàrtida.
Preet Chandi va dur a terme la seva expedició en 40 dies, 7 hores i 3 minuts, la qual cosa féu d'ella la tercera dona més ràpida per a arribar al pol Sud, després de la sueca Johanna Davidsson i de la britànica Hannah McKeand.